# Paul Eddington
Paul Eddington (27. června 1927 Londýn – 4. listopadu 1995 Londýn) byl britský herec, známý pro své úspěšné ztvárnění rolí fiktivního ministra pro administrativní záležitosti a britského předsedy vlády Jamese Hackera v britském sitcomu osmdesátých let televize BBC Jistě, pane ministře a na něj bezprostředně navazujícím Jistě, pane premiére. Je nositelem Řádu britského impéria.

## Biografie
Paul Eddington se narodil 18. června roku 1927 v Londýně manželům Albertu Clarku Eddingtonovi a Frances Maryové. Jako člen náboženského hnutí Společnost přátel vystudoval školu v Sibford Ferris v Oxfordshire. Svou hereckou kariéru započal v rámci armádního divadelního projektu v roce 1941. Divadelní společnost Entertainments National Service Association tehdy objížděla tábory spojeneckých vojáků bojujících na západní a jižní frontě 2. světové války a poskytovala jim mírné rozptýlení od válečných strastí. Eddington byl však kvůli svému pacifismu a kvakerskému vyznání vyloučen. Angažmá mu nabídlo divadlo ve Sheffieldu, na obrazovce se poprvé mihl roku 1956 v seriálu Dobrodružství Robina Hooda.
Paul Eddington hrál již od svých mladých let, výrazněji však na sebe upozornil až v seriálu BBC Dobrý život, kdy už mu bylo skoro padesát let. Eddingtonovu roli souseda Jerryho Leadbettera a jeho filmové manželky Margo si diváci rychle oblíbili. Zlom přišel roku 1980, kdy padla první klapka nového seriálu Jistě, pane ministře. Přestože již měl za sebou přední role v desítkách televizních pořadů, právě role Jima Hackera se stala jeho životní. Tehdejší britská premiérka Margaret Thatcherová, která si seriál velice oblíbila, mu za ní roku 1987 udělila Řád britského impéria. V roce 1992 následovala cena londýnských kritiků za roli v Zemi nikoho. Byl čtyřikrát nominován na cenu BAFTA. Poslední výrazný herecký výkon podal Eddington v televizní inscenaci Jindřich IV.
Se svou ženou, taktéž herečkou, vychoval čtyři děti. Zemřel 4. listopadu 1995 na následky rakoviny kůže, kterou trpěl již od sedmdesátých let. Naplno se nemoc rozmohla během natáčení Jistě, pane premiére, což ale Eddington držel v utajení.
Mezi jeho nejznámější filmové role patří britský snímek Baxter! z roku 1972.

## Filmografie (výběr)

### Televize
| 1978–1978 | Dobrý život – Jerry Leadbetter    |
| 1980–1984 | Jistě, pane ministře – Jim Hacker |
| 1986–1988 | Jistě, pane premiére – Jim Hacker |

### Film
| 1959 | Jet Storm               |
| 1964 | Ring of Spies           |
| 1968 | The Devil Rides Out     |
| 1972 | The Amazing Mr. Blunden |
| 1973 | Baxter!                 |